# Havebrug
Havebrug er – strengt taget – en proces, hvor fødevarer frembringes ved intensiv dyrkning af visse planter.
I videre forstand omfatter havebrug også den æstetisk betonede dyrkning af træer, buske, lianer, stauder og énårige planter.

## DK5-opdeling af emnet havebrug

### 63 Landbrug. Skovbrug. Havebrug. Fiskeri
- 63.5 	Gartnerivirksomhed og havebrug
  - 63.51 Haveanlæg og havearkitektur
    - 63.519 Havearkitekturens historie

  - 63.52 Gødskning og jordforbedring
  - 63.53 Plantedrivning. Planteskoler og væksthusgartnerier
  - 63.54 Køkkenhaven. Frilandsgartnerier
  - 63.55 Frugthaven. Frugtavl
  - 63.56 Blomsterdyrkning. Prydtræer og prydbuske
  - 63.57 Potteplanter
  - 63.58 Kolonihaver
  - 63.59 Blomsterbinding og blomsterdekoration